# Parchi eolici nel mondo

Grafico andamento annuale della potenza eolica installata dal 1996 al 2014

Questa è la lista dei maggiori parchi eolici del mondo. Questa lista è suscettibile di variazioni e potrebbe essere incompleta o non aggiornata.

Alla fine del 2017 l'energia eolica - prevalentemente prodotta in parchi eolici e in minor misura in impianti isolati - aveva raggiunto a livello mondiale una potenza nominale installata (capacità di produttiva) di 514 GW, pari al 23% di tutte le fonti rinnovabili.

## Grandi parchi eolici su terraferma
Qui sotto c'è la lista (parzialmente aggiornata) dei più grandi parchi eolici su terraferma (onshore) attualmente in attività in ordine alfabetico, con l'indicazione della potenza nominale totale installata in MW.

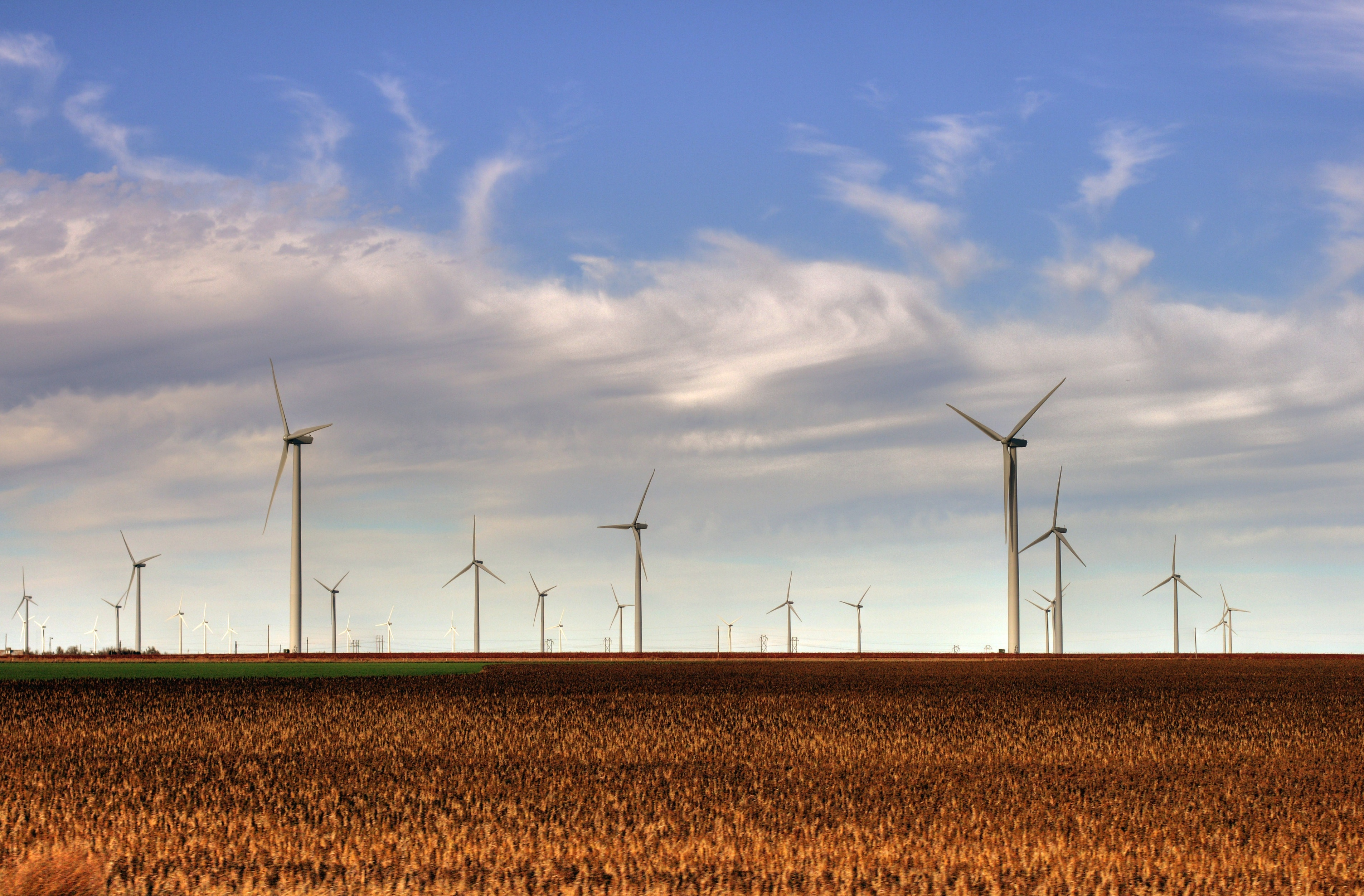
Parco eolico Smoky Hills Kansas

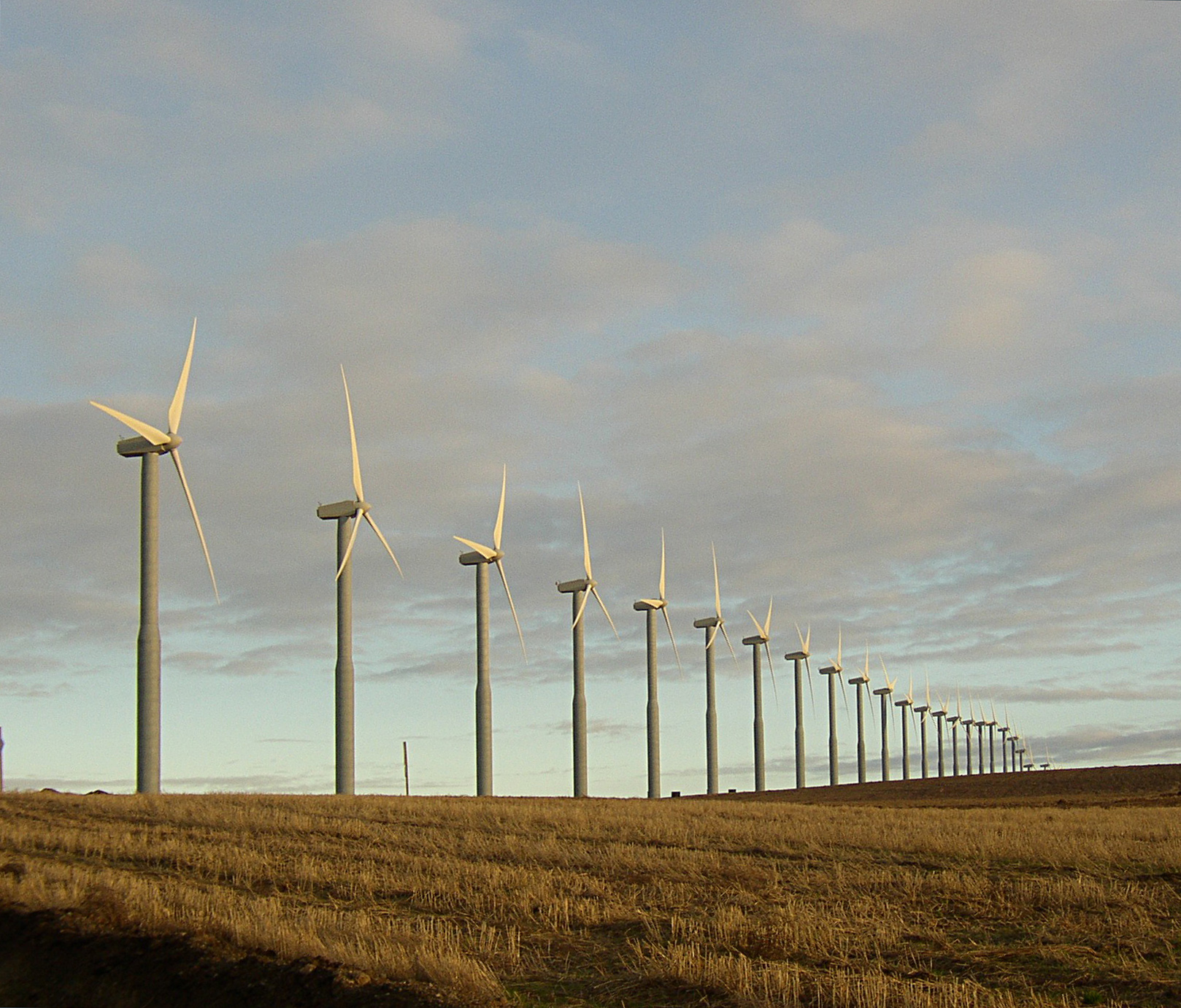
Turbine nel Stateline Wind Farm

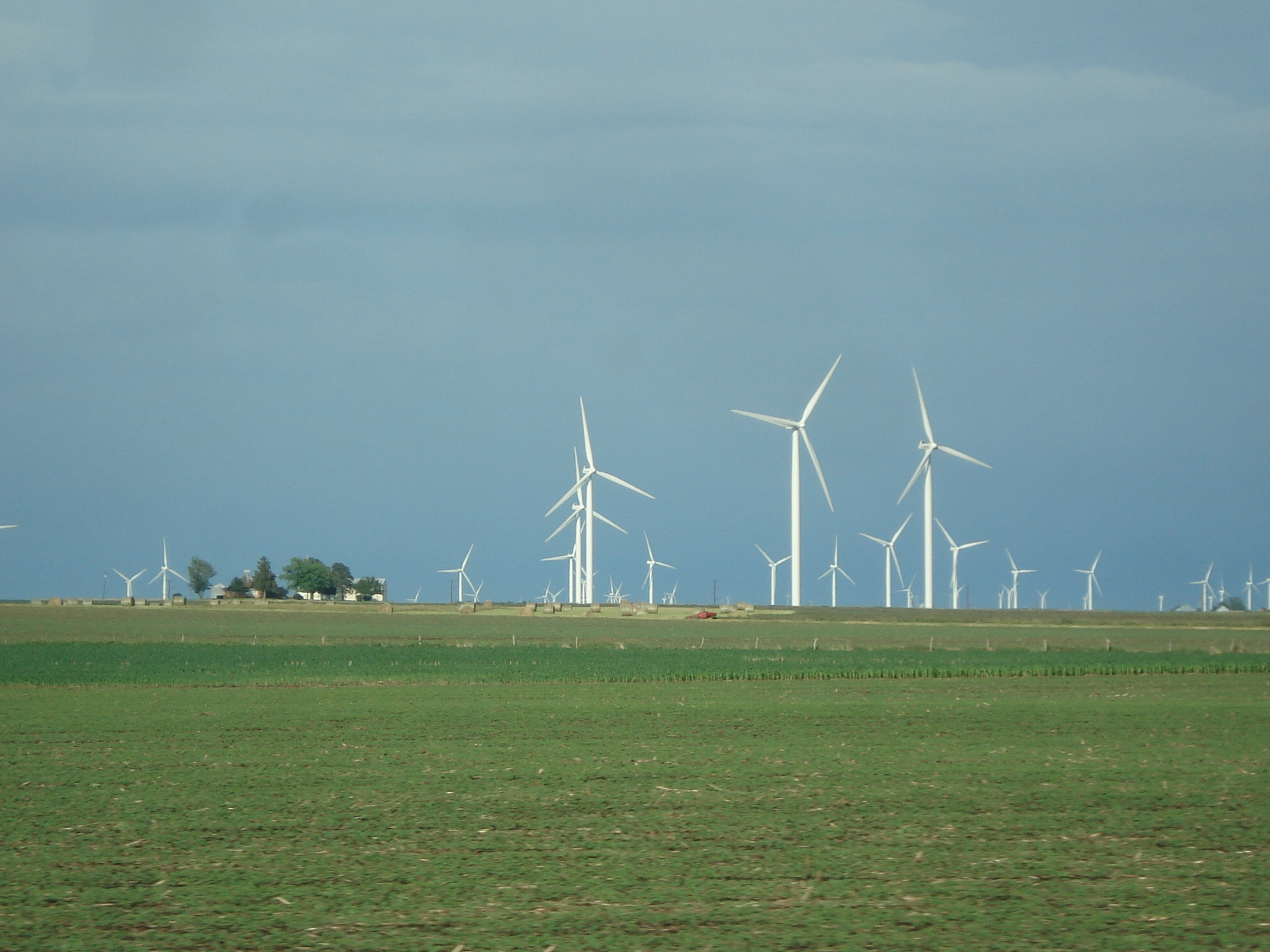
Vista del Twin Groves Wind Farm

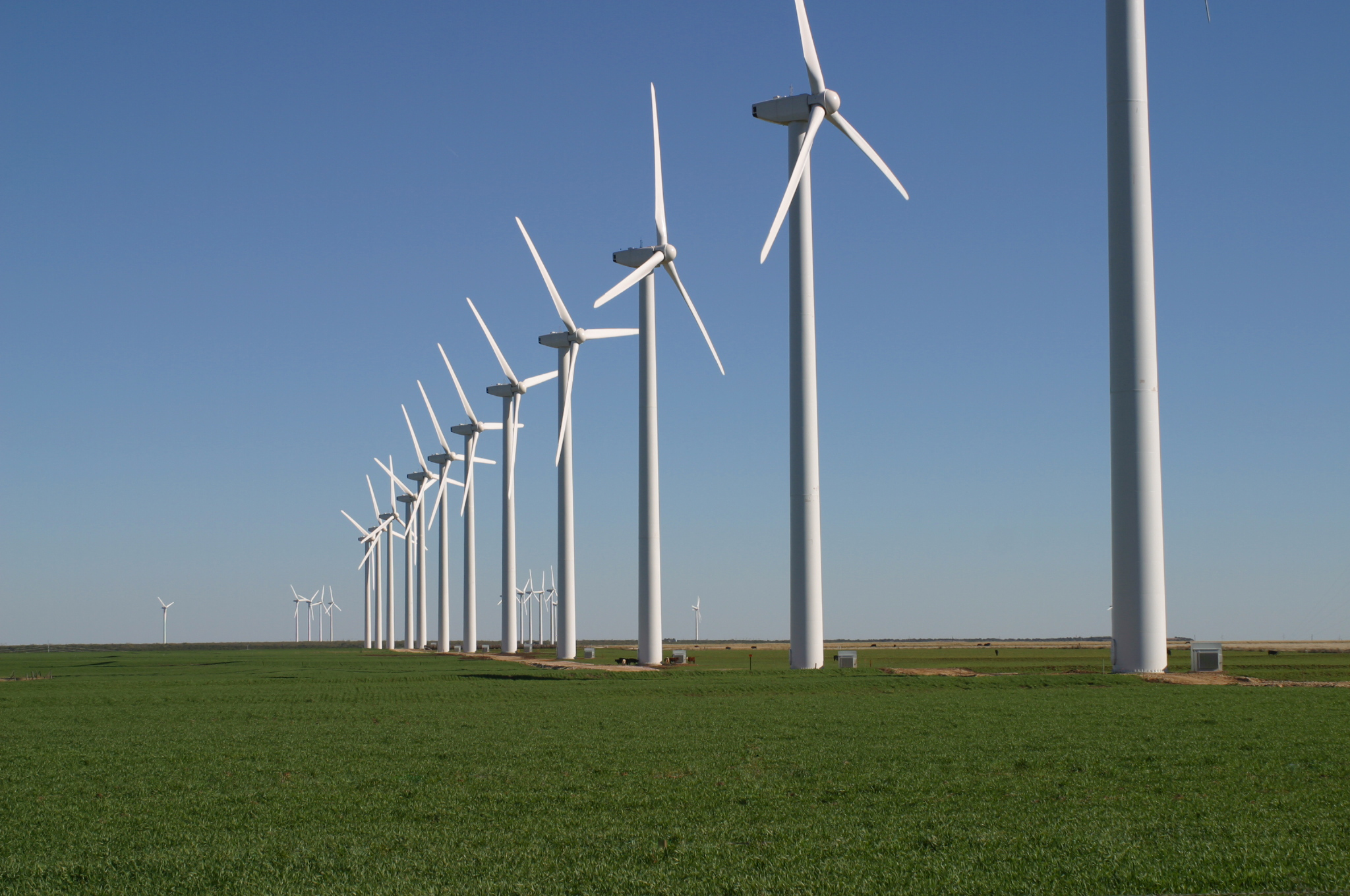
Turbine del Brazos Wind Farm, Texas

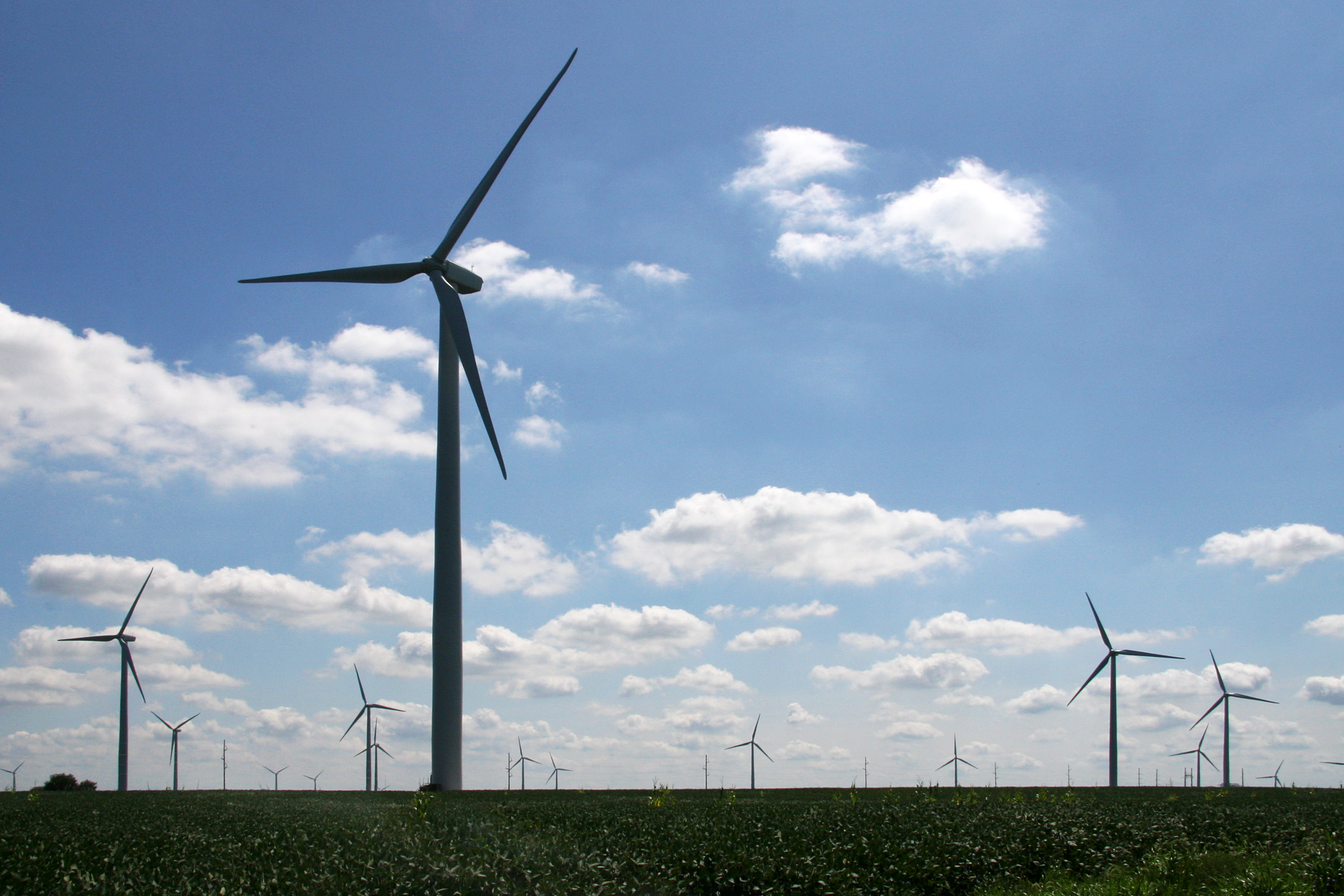
Fowler Ridge Wind Farm

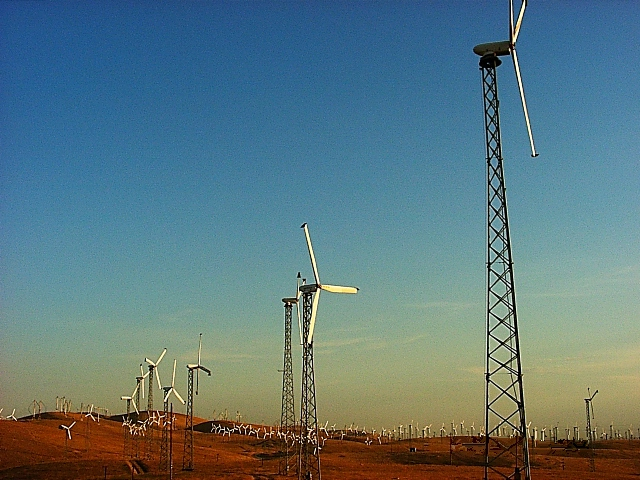
Alcune delle 4000 turbine del Altamont Pass Wind Farm

### In esercizio
| Parco eolico                | Potenza installata (MW) | Nazione              | Note                                                           |  |
| --------------------------- | ----------------------- | -------------------- | -------------------------------------------------------------- |  |
| Alta                        | 1548                    | USA (California)     | parchi multipli, completati nel 2014 (ampliamento in progetto) |  |
| Altamont Pass               | 576                     | USA (California)     | parchi multipli, dal 1981                                      |  |
| Biglow Canyon               | 450                     | USA                  |                                                                |  |
| Buddusò - Alà dei Sardi     | 160                     | Italia (Sardegna)    | completato nel 2011                                            |  |
| Buffalo Gap                 | 523,3                   | USA                  |                                                                |  |
| Capricorn Ridge             | 662,5                   | USA (Texas)          |                                                                |  |
| Cedar Creek                 | 300,5                   | USA                  |                                                                |  |
| Crystal Lake                | 416                     | USA                  |                                                                |  |
| Dabancheng                  | 500                     | Cina                 |                                                                |  |
| Eurus                       | 250,5                   | Messico (Oaxaca)     |                                                                |  |
| Fântânele-Cogealac          | 600                     | Romania              | costruito in due fasi                                          |  |
| Fowler Ridge                | 599,8                   | USA (Indiana)        |                                                                |  |
| Gulf                        | 283,2                   | USA                  |                                                                |  |
| Hallett                     | 298                     | Australia            |                                                                |  |
| Horse Hollow                | 735,5                   | USA (Texas)          |                                                                |  |
| Huitengliang                | 300                     | Cina                 |                                                                |  |
| Jaisalmer                   | 1064                    | India (Rajastan)     | dati 2012                                                      |  |
| Jiuquan                     | 3800                    | Cina (Gansu)         | parchi multipli, dati 2013 (prima fase)                        |  |
| King Mountain               | 281,2                   | USA                  |                                                                |  |
| Klondike                    | 399                     | USA                  |                                                                |  |
| Lake Bonney                 | 279                     | Australia            |                                                                |  |
| Lone Star                   | 400                     | USA                  |                                                                |  |
| Maple Ridge                 | 321,8                   | USA                  |                                                                |  |
| Meadow Lake                 | 500                     | USA                  |                                                                |  |
| Mount Storm                 | 264                     | USA                  |                                                                |  |
| Panther Creek               | 458                     | USA                  |                                                                |  |
| Papalote Creek              | 380                     | USA                  |                                                                |  |
| Peetz                       | 400,5                   | USA                  |                                                                |  |
| Peñascal                    | 404                     | USA                  |                                                                |  |
| Pioneer Prairie             | 300,3                   | USA                  |                                                                |  |
| Roscoe                      | 781,5                   | USA (Texas)          |                                                                |  |
| Shepherds Flat              | 845                     | USA (Oregon)         | operativa dal 2012                                             |  |
| Shiloh                      | 150                     | USA (California)     | ristrutturato nel 2012                                         |  |
| Smoky Hills                 | 250                     | USA                  |                                                                |  |
| Stateline                   | 300                     | USA                  |                                                                |  |
| Story County                | 300                     | USA                  |                                                                |  |
| Streator Cayuga Ridge South | 300                     | USA                  |                                                                |  |
| Sweetwater                  | 585,3                   | USA                  |                                                                |  |
| Tarfaya                     | 301                     | Marocco              | operativo dal 2014                                             |  |
| Twin Groves                 | 396                     | USA                  |                                                                |  |
| Whitelee                    | 539                     | Regno Unito (Scozia) | ampliata nel 2010                                              |  |
| Windy Point/Windy Flats     | 400                     | USA                  |                                                                |  |
| Zhang Jiakou                | 1350                    | Cina (Hebei)         | dati 2013                                                      |  |

### In costruzione
| Parco eolico      | Potenza installata(MW) | Nazione                 | Note                                 |
| ----------------- | ---------------------- | ----------------------- | ------------------------------------ |
| Chengde           | 400                    | Cina (Hebei)            | in costruzione nel 2013 (prima fase) |
| Damao Qi          | 1400                   | Cina (Mongolia Interna) | in costruzione nel 2013              |
| Hami              | 1400                   | Cina (Xin Jiang)        | in costruzione nel 2013              |
| Hongshagang       | 1000                   | Cina (Gansu)            | in costruzione nel 2013              |
| Kailu             | 600                    | Cina (Mongolia Interna) | in costruzione nel 2013              |
| Lower Snake River | 343                    | USA                     | in costruzione                       |
| Milford           | 203                    | USA                     | 102 MW seconda fase in costruzione   |
| San Gorgonio Pass | 350                    | USA                     | parchi multipli                      |
| Tehachapi Pass    | 700                    | USA                     | parchi multipli                      |
| Urat Zhongqi      | 1800                   | Cina (Mongolia Interna) | in costruzione nel 2013              |

### Proposti o in progetto
Qui sotto, alcuni grandi parchi eolici proposti (o in progettazione).
| Parco eolico  | Potenza installata (MW) | Nazione     |
| ------------- | ----------------------- | ----------- |
| Clyde         | 548                     | Regno Unito |
| Dobrogea      | 1500                    | Romania     |
| Gansu         | 20000                   | Cina        |
| Hartland      | 500-1000                | USA         |
| Markbygden    | 4000 almeno             | Svezia      |
| Pampa         | 4000                    | USA         |
| Silverton     | 1000 almeno             | Australia   |
| Sinus Holding | 700                     | Romania     |
| Titan         | 5050                    | USA         |
| Vlorë         | 500                     | Albania     |